# Matis Louvel
Matis Louvel (* 19. Juli 1999 in Mont-Saint-Aignan) ist ein französischer Radrennfahrer.

## Sportlicher Werdegang
Ab der Saison 2017 startete Louvel für die französische Mannschaft Véloce Club Rouen 76. Für das Team erzielte er eine Reihe von Siegen und Podiumsplatzierungen bei Rennen des nationalen Kalenders in Frankreich. International gewann er 2017 eine Etappe der Ain Bugey Valromey Tour und 2019 der Ronde de l’Isard.
Ende 2019 fuhr Louvel als Stagaire für das UCI WorldTeam Groupama-FDJ. Zur Saison 2020 erhielt er jedoch einen regulären Vertrag beim UCI ProTeam Arkéa-Samsic. 2020 machte er durch den zweiten Platz in der Nachwuchswertung bei der Portugal-Rundfahrt auf sich aufmerksam. Seinen ersten Sieg als Profi erzielte er 2021 bei der Vuelta a Castilla y León. In der Saison 2022 fügte er mit dem Sieg beim Druivenkoers einen weiteren Erfolg seinem Palmarès hinzu. Mit der Tour de France 2022 nahm er erstmals an einer Grand Tour teil und beendete diese auf Platz 74 der Gesamtwertung.

## Erfolge
2017
- eine Etappe Ain Bugey Valromey Tour

2019
- eine Etappe Ronde de l’Isard
- Mannschaftswertung Orlen Nations Grand Prix

2021
- Vuelta a Castilla y León

2022
- Druivenkoers

## Grand Tours
| Grand Tour            | 2022 | 2023 | 2024 | 2025 |
| --------------------- | ---- | ---- | ---- | ---- |
| Giro d’ItaliaGiro     | –    | –    | –    | –    |
| Tour de FranceTour    | 73   | 65   | –    | 100  |
| Vuelta a EspañaVuelta | –    | –    | –    |      |